# Mario Röser
Mario Röser (* 23. Dezember 1966 in Elgersburg) ist ein ehemaliger deutscher Fußballspieler. Für den FC Carl Zeiss Jena spielte er in der DDR-Oberliga und in der 2. Bundesliga. Für die DDR bestritt er ein A-Länderspiel.

## Sportliche Laufbahn

### BSG-, Club- und Vereinsstationen
Seine Fußballkarriere begann Röser 1974 bei der Betriebssportgemeinschaft (BSG) Chemie im thüringischen Geraberg. Mit 13 Jahren wurde er von der BSG 1980 zum Fußballschwerpunkt der Region, dem FC Carl Zeiss Jena delegiert. Obwohl noch für die Juniorenmannschaft des FC Carl Zeiss gemeldet, bestritt er am letzten Spieltag der Saison 1984/85 sein erstes Punktspiel in der DDR-Oberliga. In der Begegnung Dynamo Dresden – FC Carl Zeiss (3:1) am 1. Juni 1985 wurde er in der 82. Minute eingewechselt. Zur Saison 19885/86 nominierte der FC Carl Zeiss den 1,81 Meter großen Röser offiziell als Abwehrspieler für die Oberliga. Er wurde durchgehend in den ersten acht Oberligaspielen eingesetzt, verletzte sich danach jedoch. Die Verletzungsanfälligkeit begleitete Röser über seine gesamte Laufbahn als Fußballspieler. Lediglich die Saison 1988/89 konnte er ohne größeres Handicap durchspielen, dagegen bestritt er zwischen September 1989 und April 1992 nur sechs Punktspiele mit der 1. Mannschaft.
Die zweite Halbserie der Saison 1986/87 brachte für Röser den Durchbruch zum Oberliga-Stammspieler beim FC Carl Zeiss. Er etablierte sich in allen 13 Punktspielen zum rechten Außenverteidiger, die Position, auf der er in den nächsten Jahren regelmäßig eingesetzt wurde. Einen Höhepunkt seiner Karriere erlebte Röser mit dem Einzug in das Endspiel 1988 um den DDR-Fußballpokal. Mit Rechtsverteidiger Röser unterlagen die Jenaer jedoch dem BFC Dynamo nach Verlängerung mit 0:2.
In der Saison 1990/91 ging es für den FC Carl Zeiss Jena darum, sich für den bezahlten Fußball im DFB-Spielbetrieb zu qualifizieren. In der letzten Oberligasaison des aufgelösten DDR-Fußball-Verbandes wurde Jena Sechster und hatte sich damit für die 2. Bundesliga qualifiziert. Röser war die gesamte Saison über verletzt und kam erst am 7. März 1992 zu seinem ersten Einsatz in der 2. Liga. In der Begegnung des 23. Spieltages FC Carl Zeiss Jena – FC 08 Homburg (3:1) spielte er wieder als Rechtsverteidiger. Seine erfolgreichste Zweitliga-Saison spielte er 1992/93, als von den 46 Punktspielen 35 bestritt. 1993/94 war er in der Hinrunde wieder lange verletzt, erst in der zweiten Saisonhälfte kam er wieder regelmäßig zum Zuge, spielte nun aber in der Innenverteidigung. Als Tabellensiebzehnter mussten die Jenaer am Saisonende in die Regionalliga absteigen. Mit nur 15 von 34 ausgetragenen Punktspielen war Röser am sofortigen Wiederaufstieg beteiligt. In den folgenden drei Zweitligaspielzeiten gehörte Röser weiterhin zum Spielerstamm, musste aber immer wieder verletzungsbedingt pausieren. In seiner letzten Saison in der 2. Bundesliga 1997/98 bestritt er 19 der 34 Punktspiele und wurde meistens als linker Verteidiger eingesetzt. Als Innenverteidiger bestritt Röser am letzten Saisonspieltag, dem 7. Juni 1998, in der Partie FC Carl Zeiss – Fortuna Düsseldorf (3:4) sein letztes Zweitligaspiel, da die Jenaer erneut absteigen mussten. Als 31-Jähriger kam Röser noch in fünf Regionalligaspielen zum Einsatz, beim 0:1 beim Spandauer SV am 18. Oktober 1998 stand er zum letzten Mal in der 1. Mannschaft der Zeiss-Städter. Damit hatte er für den FC Carl Zeiss Jena 276 Pflichtspiele absolviert, in denen er zwei Tore erzielt hatte. Er spielte 85-mal in der DDR-Oberliga, 115-mal in der 2. Bundesliga und 15-mal in der Regionalliga. Außerdem bestritt sechs Spiele im Europa- und 28 Spiele im nationalen Pokal sowie 27 Intertoto-Spiele.

### Auswahleinsätze
Als Juniorenspieler des FC Carl Zeiss bestritt Röser 15 Partien mit der DDR-Juniorennationalmannschaft. Mit der ostdeutschen U-18 belegte er im Sommer 1984 bei den Jugendwettkämpfen der Freundschaft in Ungarn den 3. Platz. Für die Junioren-EM 1986 konnte er in den ersten Qualifikationsspielen im Herbst 1984 und Frühjahr 1985 noch mitwirken, musste aber aufgrund einer Altersbeschränkung dann seinen Stammplatz für den weiteren Verlauf des Wettbewerbs räumen.
Nachdem er von März 1986 bis März 1988 ebenfalls 15 Länderspiele mit der DDR-Nachwuchsauswahl absolviert hatte, wurde der Verteidiger wenig später erstmals in den Kader der A-Nationalmannschaft berufen. Am 13. April 1988 kam Röser zu seinem einzigen Einsatz in einem A-Länderspiel. In der Testpartie Bulgarien – DDR (1:1) wurde er auf seiner Stammposition als rechter Verteidiger eingesetzt. Gegen seine Konkurrenten Ronald Kreer und Detlef Schößler konnte er sich danach im Auswahltrikot nicht durchsetzen.

## Weiterer Werdegang
Nach seiner Laufbahn als Hochleistungssportler schloss sich Röser dem Landesklassenvertreter FC Thüringen Weida an, wo er bis 2002 als Freizeitfußballer spielte und nebenbei als Juniorentrainer tätig war. Von 2006 bis 2011 war er als Physiotherapeut wieder beim FC Carl Zeiss Jena tätig. Ab 2011 agierte er als Co-Trainer bei der SpVgg Geratal und wirkte im Verein ebenfalls als Physiotherapeut.